# Olisthopus micans
Olisthopus micans är en skalbaggsart som beskrevs av Leconte 1848. Olisthopus micans ingår i släktet Olisthopus och familjen jordlöpare. Inga underarter finns listade i Catalogue of Life.